# کو ون هی
کو ون هی (انگلیسی: Cho Won-hee؛ زادهٔ ۱۷ آوریل ۱۹۸۳) یک بازیکن فوتبال اهل کره جنوبی است.
وی همچنین در تیم‌های ملی فوتبال کره جنوبی کره جنوبی کره جنوبی بازی کرده‌است.